# Ludwig von Bar

Kardinalswappen des Ludwig von Bar (schematische Darstellung)

Ludwig von Bar (franz. Louis de Bar ) (* 1370/75; † 23. Juni 1430 in Varennes-en-Argonne) war ein französischer Kardinal. Als fünfter Sohn von Herzog Robert I. von Bar und dessen Frau Maria von Frankreich  war er außerdem von 1415 bis 1419 Herzog von Bar.
Ludwig wurde von seinen Eltern für eine Karriere in der Kirche bestimmt:
- 1391 bis 1395 war er Bischof von Poitiers
- 1397 bis 1413 war er Bischof von Langres
- 1397 wurde er (Pseudo-)Kardinal und Pair von Frankreich
- 1405 wurde er Domdechant in Châlons-sur-Marne
- 1412 wurde er Bischof von Porto-Santa Rufina
- 1413 bis 1420 war er Bischof von Châlons
- 1419 bis 1423 und 1424 bis 1430 war er Administrator von Verdun

In Frankreich spielte er eine wichtige Rolle bei der Ermordung des Herzogs Louis de Valois, duc d’Orléans im Jahr 1407. 1409 nahm er am Konzil von Pisa teil, gemeinsam mit Guy de Roye, dem Erzbischof von Reims, und Pierre d’Ailly, dem Bischof von Cambrai. In Voltri bei Genua eskalierte ein Streit zwischen den Marschällen der Stadt und Guy de Roye zu einem Aufstand, bei dem der Erzbischof von Reims getötet wurde. In Pisa stimmten die Kardinäle für die Absetzung Benedikts XIII. in Avignon und Gregors XII. in Rom und versuchten, dem Abendländischen Schisma mit der Wahl Alexanders V. ein Ende zu machen.
Mit dem Tod seines Bruders Eduard III. in der Schlacht von Azincourt 1415 erbte er das Herzogtum Bar, musste sich aber gegen seinen Schwager Adolf, Herzog von Jülich und Berg durchsetzen, welcher der Nachfolge mit Hinweis auf Ludwigs geistliches Amt widersprach.
1419 vermittelte er – um die jahrhundertealten Differenzen zwischen den Herzögen von Bar und Lothringen zu beenden – die Hochzeit zwischen seinem Großneffen René I. d’Anjou und Isabella von Lothringen, der Erbtochter des Herzogs Karl II., und übertrug René in diesem Zusammenhang (Vertrag von Saint-Mihiel vom 13. August 1419) das Herzogtum Bar.
Ludwig Kardinal von Bar wurde in der Kathedrale von Verdun beigesetzt.